# Schneidteil

Flächen am Drehmeißel, der auch in allen Normen als Referenz herangezogen wird. Zwischen Haupt- und Nebenfreifläche und der Spanfläche befindet sich jeweils ein Schneidkeil.
Die Schnittrichtung weist nach oben. Beim feststehenden Drehmeißel wird die Schnittrichtung von der Drehrichtung des rotierenden Werkstücks bestimmt.

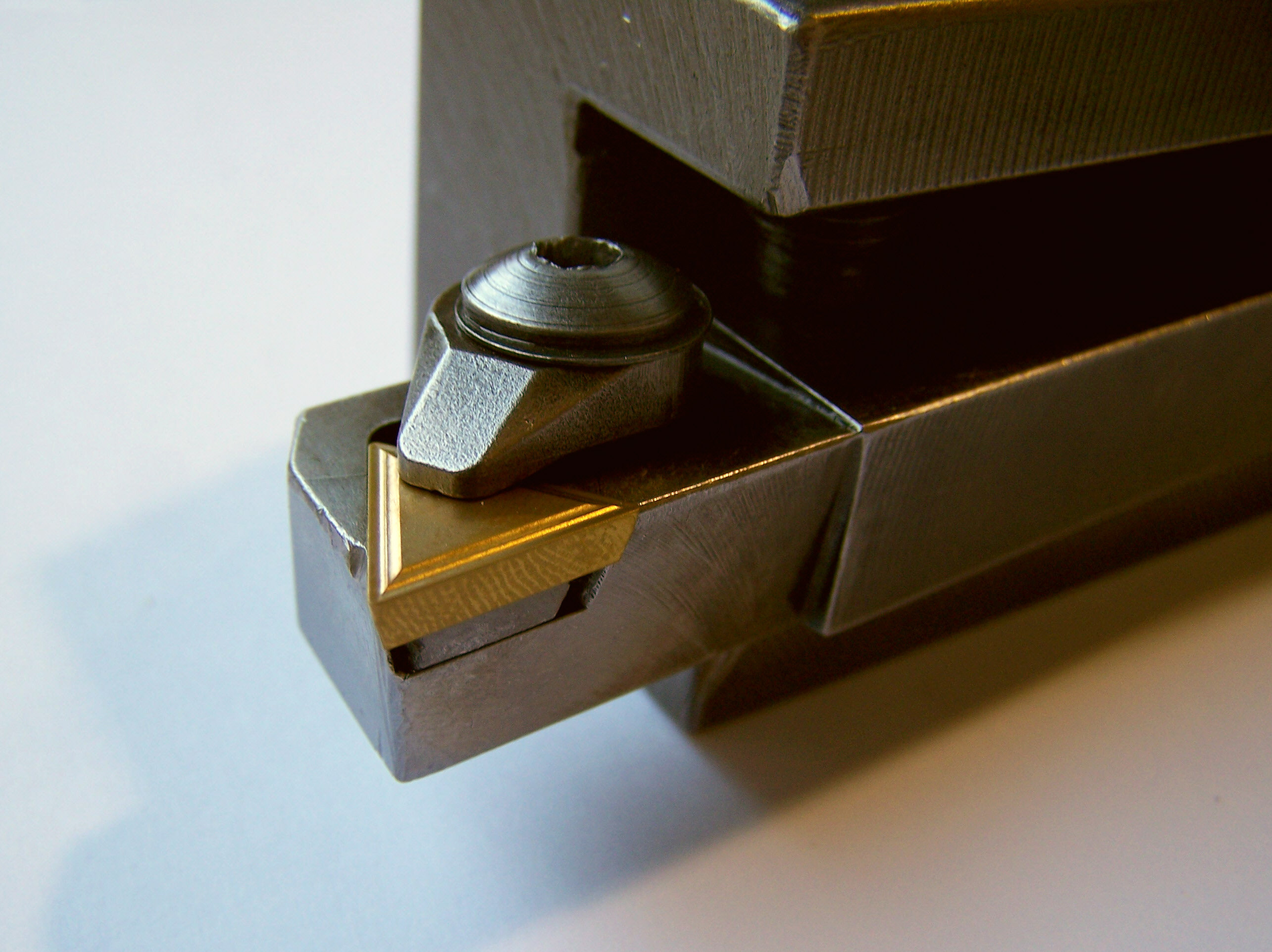
Wendeschneidplatte (golden glänzend) an einem realen Werkzeug

Der Schneidteil ist ein zentrales Element von Zerspanungswerkzeugen, wie sie beispielsweise beim Drehen, Fräsen oder Bohren verwendet werden. Er stellt den aktiven Teil des Werkzeugs dar, der direkt mit dem zu bearbeitenden Material in Kontakt kommt und für den Materialabtrag verantwortlich ist.
Der Schneidteil besteht aus mehreren geometrisch definierten Flächen und Kanten, die zusammen den sogenannten Schneidkeil bilden. Die genaue Gestaltung dieser Elemente, insbesondere ihre Winkel und Ausrichtungen zueinander, hat einen entscheidenden Einfluss auf die Leistungsfähigkeit und Effizienz des Werkzeugs. Um eine einheitliche Beschreibung und Herstellung zu gewährleisten, sind die wichtigsten Begriffe und Definitionen in der Norm DIN 6581 festgelegt:
Als Spanfläche wird diejenige Fläche des Schneidkeils bezeichnet, über die der Span bei der Bearbeitung abläuft. Die anderen angrenzenden Flächen werden als Freifläche bezeichnet. Die Kante des Keils, die an der Spanfläche liegt und in Vorschubrichtung zeigt, ist die Hauptschneide {\displaystyle S.} Die andere wird als Nebenschneide {\displaystyle S^{'}} bezeichnet.
Die Vorschubrichtung steht bei den meisten Fertigungsverfahren senkrecht zur Schnittrichtung. Wenn die Schneiden auf einer Kreisfläche rotieren, die sich parallel zur Werkstückoberfläche bewegt, variiert der Vorschubrichtungswinkel. Dies hat einen wesentlichen Einfluss auf die Effizienz und Präzision der Bearbeitung.
Haupt- und Nebenschneide bilden untereinander und mit der Schnitt- und Vorschubrichtung verschiedene Winkel. Um sie eindeutig beschreiben zu können, wurden zwei wichtige Bezugssysteme, die aus mehreren Ebenen bestehen, definiert und genormt. Beim Werkzeug-Bezugssystem sind alle Ebenen am Vektor der Schnittgeschwindigkeit {\displaystyle v_{c}} orientiert, beim Wirk-Bezugssystem dagegen an der Wirkgeschwindigkeit {\displaystyle v_{e}}. Sie ist die Resultierende aus Schnitt- und Vorschubgeschwindigkeit. Für die Beschreibung der Zerspanungsvorgänge ist eigentlich die Wirkgeschwindigkeit wichtig, ihre genaue Orientierung im Raum und ihr Betrag sind jedoch nur schwer zu ermitteln. Da sie jedoch in Betrag und Richtung sich nur unwesentlich von der leicht zu ermittelnden Schnittgeschwindigkeit unterscheidet, wird meist das auf ihr aufbauende Werkzeug-Bezugssystem gewählt.
Beide Systeme betrachten dabei einen beliebigen Punkt der Hauptschneide. Die Grundebene des Werkzeug-Bezugssystems ist die Werkzeug-Bezugsebene {\displaystyle P_{r}}. Sie enthält, wie alle anderen Ebenen auch, den gewählten Punkt und steht senkrecht auf dem Vektor der Schnittgeschwindigkeit. In dieser Ebene liegen der Werkzeugeinstellwinkel {\displaystyle \kappa } (Kappa) und der Eckenwinkel {\displaystyle \epsilon }. Die folgenden Ebenen stehen senkrecht auf der Werkzeugbezugsebene:
- Die Arbeitsebene: Sie enthält die Vektoren der Vorschub- und Schnittgeschwindigkeit. In dieser Ebene liegen der Vorschubrichtungswinkel {\displaystyle \varphi } und der Wirkrichtungswinkel {\displaystyle \eta }, die die Winkel zwischen den Vektoren der Vorschub-, Schnitt- und Wirkgeschwindigkeit angeben.
- Die Werkzeug-Schneidenebene: Sie enthält die Hauptschneide. In ihr liegt der Neigungswinkel {\displaystyle \lambda }
- Die Werkzeug-Orthogonalebene: Sie steht senkrecht zur Werkzeug-Schneidenebene. In ihr finden sich der Freiwinkel {\displaystyle \alpha }, der Keilwinkel {\displaystyle \beta } und der für die Spanbildung wichtige Spanwinkel {\displaystyle \gamma }.[1]

## Flächen, Schneiden und Ecken
Die Spanfläche {\displaystyle A_{\gamma }} (Index nach dem Spanwinkel {\displaystyle \gamma }) ist diejenige Fläche, über die der Span abgleitet. Ihre Lage und Orientierung im Raum sowie ihre Oberflächeneigenschaften bestimmen daher wesentlich die Spanbildung und den Leistungsbedarf. Falls sie angefast ist, wird der Teil der Spanfläche, der an der Schneide liegt, als Spanflächenfase bezeichnet. Ihre Breite hat das Formelzeichen {\displaystyle b_{f\gamma }}.
Die Freifläche ist diejenige Fläche, die der neu entstandenen Werkstück-Fläche zugekehrt ist. Es kommt also darauf an, mit welcher Kinematik (Bewegung relativ zum Werkstück) ein Werkzeug genutzt wird, um zu entscheiden, welche Fläche die Freifläche ist. Sie ist grundsätzlich vom Werkstück weg geneigt, um Reibung zu vermeiden. Es wird zwischen zwei Freiflächen unterschieden:
- Die Hauptfreifläche {\displaystyle A_{\alpha }} liegt in der Vorschubrichtung. Im idealisierten Schneidkeil bildet sie mit der Spanfläche eine Schnittgerade: Die Hauptschneide {\displaystyle S}. Reale Schneiden sind dagegen oft gerundet (sogenannte Schneidkantenverrundung), mit Radius {\displaystyle r_{\beta }} oder angefast.
- Die Nebenfreifläche {\displaystyle A_{\alpha }^{'}} liegt nicht in der Vorschubrichtung und bildet mit der Spanfläche die Nebenschneide {\displaystyle S^{'}}.

Falls die Freiflächen angefast sind, wird deren Breite mit {\displaystyle b_{f\alpha }} und {\displaystyle b_{f\alpha n}} bezeichnet.
Spanfläche, Haupt- und Nebenfreifläche bilden einen Keil, den Schneidkeil. Seine Spitze wird als Schneidenecke bezeichnet.

## Bezugssysteme

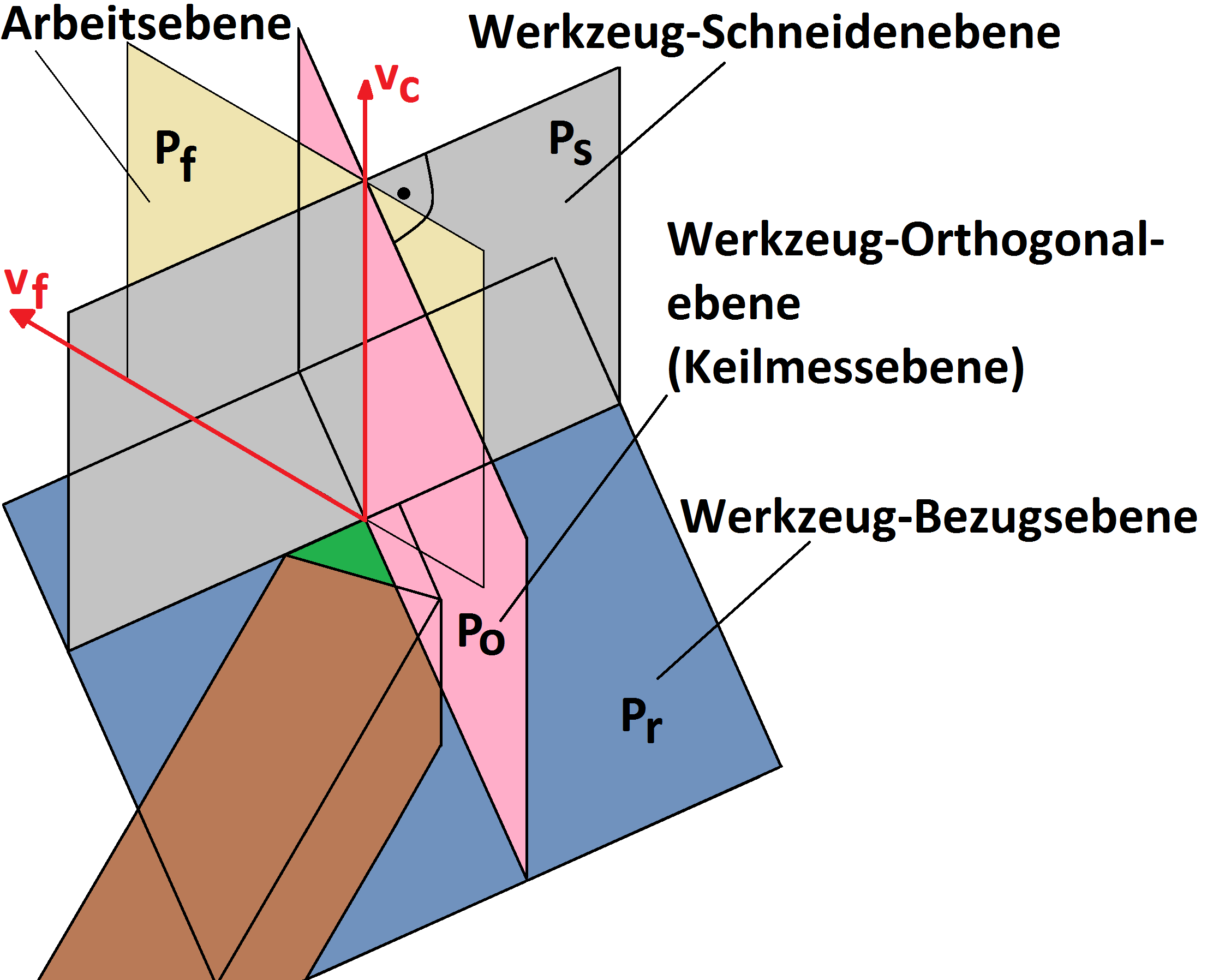
Bezugsebenen am Schneidteil

Zur Definition der verschiedenen Winkel wurden zwei verschiedene Bezugssysteme definiert und genormt, die aus eindeutig bestimmten Ebenen bestehen. Das Werkzeug-Bezugssystem ist für die Werkzeugherstellung und -instandhaltung wichtig. Seine Bezugsebene liegt senkrecht zur Schnittgeschwindigkeit. Das Wirk-Bezugssystem dagegen geht von der Wirkgeschwindigkeit aus, die für die Spanbildung wichtig ist. Beide Systeme sind somit um den Wirkrichtungswinkel gegeneinander verdreht. Da er bei den meisten Prozessen sehr klein ist, sind sich die Winkel in beiden Systemen auch sehr ähnlich. Formelzeichen im Wirk-Bezugssystem erhalten den Index „e“ (von englisch „effective“), die des Werkzeug-Bezugssystems erhalten keinen besonderen Index. Beide Systeme betrachten einen (beliebigen) Punkt auf der Schneide. Falls ein Punkt auf der Nebenschneide gewählt wird, erhalten alle Bezeichnungen einen Apostroph (’) als Zusatz in Analogie zur Nebenfreifläche {\displaystyle A_{\alpha }^{'}}.
Das Werkzeug-Bezugssystem hat als Grundebene die Werkzeug-Bezugsebene {\displaystyle P_{r}} (r von englisch reference=Bezug). Folgende Ebenen stehen auf ihr senkrecht:
- Die Werkzeug-Schneidenebene (Schnittebene) {\displaystyle P_{s}}: Sie verläuft im betrachteten Punkt tangential zur Hauptschneide {\displaystyle S}.
- Die Werkzeug-Orthogonalebene {\displaystyle P_{o}}: Sie liegt senkrecht (o für orthogonal) zur Werkzeug-Schneidenebene {\displaystyle P_{s}}. Früher wurde sie auch als Keilmessebene bezeichnet, da in ihr der Keilwinkel {\displaystyle \epsilon } gemessen wird.
- Die (angenommene) Arbeitsebene {\displaystyle P_{f}} (f für englisch „feed“ = Vorschub[3]): Sie liegt parallel zur angenommenen Vorschubrichtung. Sie wird von der Vorschub- und Schnittrichtung aufgespannt.
- Die Werkzeug-Rückebene {\displaystyle P_{p}}: Sie steht senkrecht auf der Arbeitsebene {\displaystyle P_{f}}.

Die Werkzeug-Schneidennormalebene {\displaystyle P_{n}}: Sie liegt senkrecht (normal) zur Werkzeugschneide. Sie ist daher auch identisch mit der Wirk-Schneidennormalebene {\displaystyle P_{ne}} da sie nicht an der Werkzeug-Bezugsebene orientiert ist.

## Winkel und Radien
In den definierten Ebenen werden verschiedene Winkel und Radien gemessen. Zur eindeutigen Bestimmung erhalten sie den Index der Ebene, in der sie gemessen werden. Der Werkzeug-Orthogonalkeilwinkel {\displaystyle \beta _{o}} wird also in der Werkzeug-Orthogonalebene {\displaystyle P_{o}} gemessen und der Wirk-Seitenspanwinkel 
{\displaystyle \gamma _{fe}} in der Arbeitsebene {\displaystyle P_{fe}}. Die Lage der Flächen am Schneidkeil ist durch folgende drei Winkel definiert:
- Der Werkzeug-Spanwinkel {\displaystyle \gamma _{n}}
- Der Werkzeug-Einstellwinkel {\displaystyle \kappa _{r}}
- Der Werkzeug-Neigungswinkel {\displaystyle \lambda _{s}}

### Werkzeug-Orthogonalebene

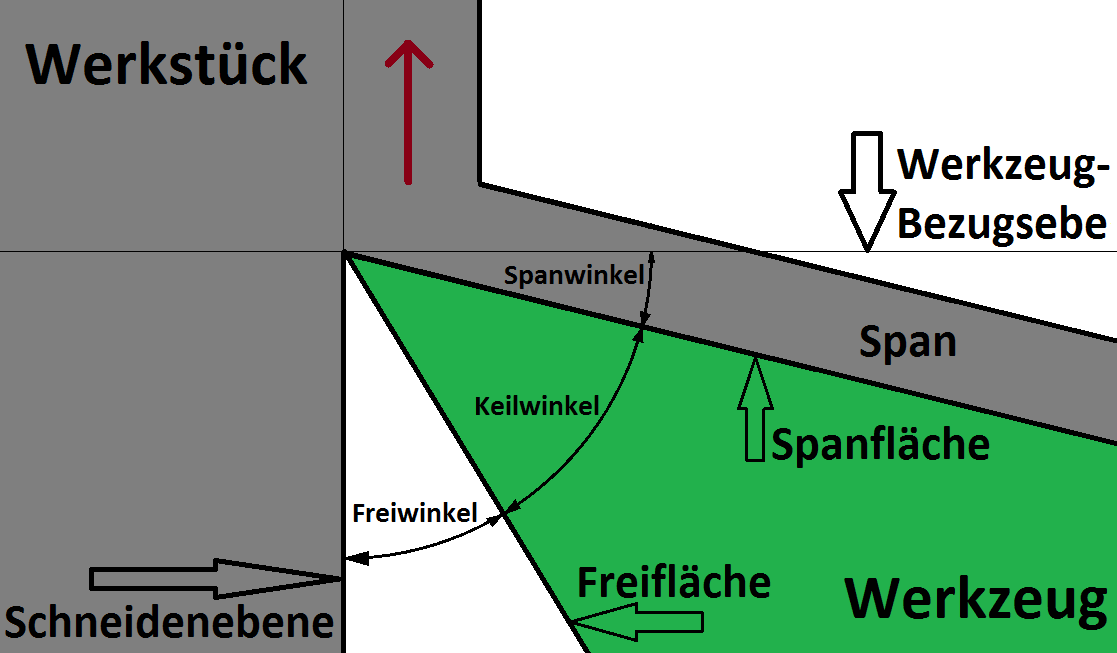
Winkel in der Werkzeug-Orthogonalebene

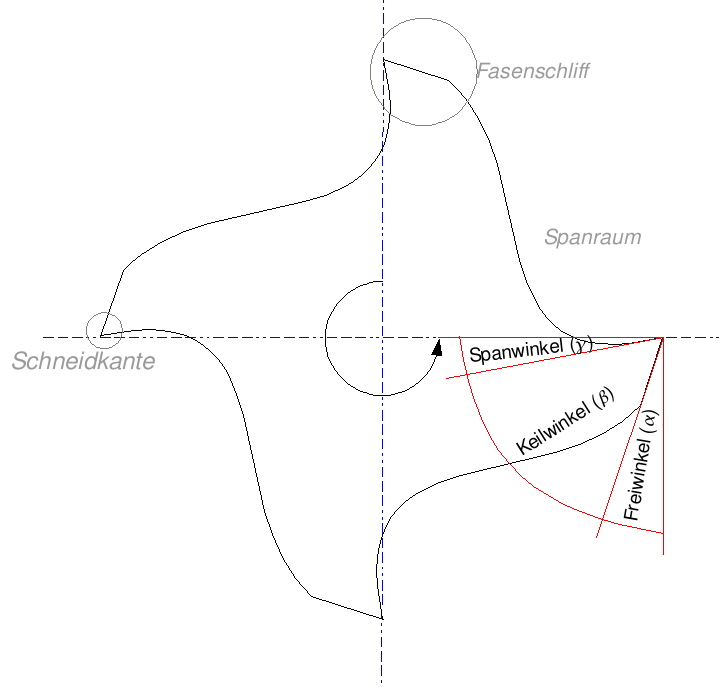
Schneidengeometrie eines Fräsers

In der Werkzeug-Orthogonalebene {\displaystyle P_{o}} liegen der Freiwinkel {\displaystyle \alpha _{o}}, der Keilwinkel {\displaystyle \beta _{o}} und der Spanwinkel {\displaystyle \gamma _{o}}. Es gilt {\displaystyle \alpha _{o}+\beta _{o}+\gamma _{o}=90^{\circ }}. Der Spanwinkel kann auch negativ sein.

#### Freiwinkel
Der Freiwinkel wird zwischen der Schneidenebene und der Freifläche gemessen. Große Freiwinkel (zwischen 6° und 13°) verringern die Reibung zwischen Werkstück und Werkzeug und werden vor allem bei Werkstoffen angewandt, die zum Verkleben neigen und bei Werkzeugen aus zähen Hartmetallen wie P40, M40 oder K40. Große Freiwinkel verschlechtern aber auch die Wärmeabfuhr aus dem Werkzeug und ergeben bei sonst gleichen Verhältnissen größere Verschleißmarkenbreiten. Sie schwächen auch die Größe des Keilwinkels und führen daher zu größerem Verschleiß.
Kleine Freiwinkel (2° bis 5°) ermöglichen einen stabileren Schneidkeil und verringern dadurch Verschleiß und Schwingungen des Werkzeugs. Schwingungen können zum Rattern führen. Kleine Freiwinkel erhöhen jedoch auch die Reibung zwischen Werkzeug und Werkstück. Sie werden für Werkstoffe mit einer Festigkeit über 700 N/mm2 verwendet.

#### Keilwinkel
Der Keilwinkel wird zwischen Freifläche und Spanfläche gemessen. Er sollte für harte und spröde Werkstoffe groß sein und für weiche zähe klein. Für das Schruppen wird auch ein eher großer Keilwinkel gewählt. Er wird in der Regel als erstes festgelegt. Bei Werkzeugen aus Schnellarbeitsstahl (HSS) oder Hartmetall nimmt er Werte zwischen 60° und 120° an.

#### Spanwinkel
Der Spanwinkel wird zwischen Spanfläche und Werkzeug-Bezugsebene gemessen. Er kann auch negativ sein. Große positive Spanwinkel (+ 6° bis +25°) verbessern Oberfläche und Spanfluss, verringern Spanstauchung, Schnittkraft, Reibung zwischen Span und Werkzeug und die erforderliche Antriebsleistung für die Maschinen. Die Späne neigen jedoch zur Fließspanbildung und damit zu langen Spänen, die sich in der Maschine verheddern können. 
Negative Spanwinkel werden vor allem für die Bearbeitung von harten, spröden Werkstoffen, sowie zur Schruppbearbeitung und zum Schaben eingesetzt.
Beim Spanen mit geometrisch unbestimmter Schneide, zu dem das
Schleifen, Honen, Läppen, Strahlspanen, Gleitspanen und Bürstspanen gehören, weist das Schleifkorn überwiegend negative Spanwinkel auf.

### Werkzeug-Bezugsebene

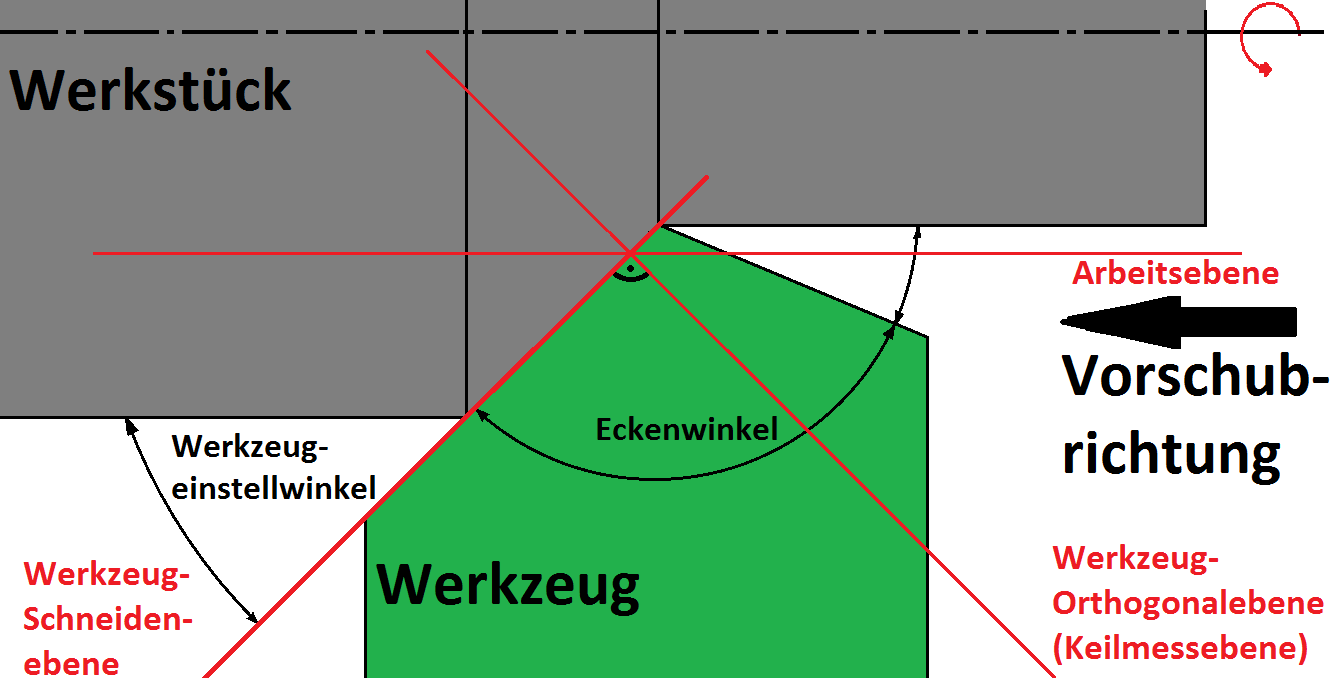
Winkel in der Werkzeug-Bezugsebene am Beispiel des Drehens

In der Werkzeug-Bezugsebene {\displaystyle P_{r}} liegen der Werkzeug-Einstellwinkel {\displaystyle \kappa _{r}} (Kappa) und der Eckenwinkel {\displaystyle \epsilon _{r}}.

#### Werkzeug-Einstellwinkel
Der Werkzeug-Einstellwinkel liegt zwischen der Arbeitsebene {\displaystyle P_{f}} und der Werkzeug-Schneidenebene {\displaystyle P_{s}}. Er bestimmt die Lage der Hauptschneide zum Werkstück und bestimmt bei gegebener Schnitttiefe {\displaystyle a_{p}} die Spanungsbreite {\displaystyle b}. Je kleiner der Einstellwinkel ist, desto größer ist die Spanungsbreite und desto länger der im Eingriff befindliche Bereich der Hauptschneide bei sonst gleichem Spanungsquerschnitt. Daher verteilt sich die Schnittkraft auf eine größere Länge und die Schneide unterliegt einer geringeren Streckenlast, was zu niedrigerem Verschleiß führt. Außerdem verringert ein kleiner Einstellwinkel die benötigte Vorschubkraft und -leistung. Andererseits erhöht er aber die Passivkraft, sodass besonders bei labilen Werkstücken große Einstellwinkel verwendet werden. Bei einem Wert von {\displaystyle \kappa =90^{\circ }} verschwindet die Passivkraft vollständig. Werte zwischen 35° und 100° werden eingesetzt. Ein zu kleiner Einstellwinkel kann sich ebenfalls negativ auf die Schneide auswirken und starke Rattermarken verursachen. Beim Schruppen sollte er > 25° und < 90° sein, beim Schlichtdrehen ist wegen Eckenbearbeitung ein Winkel von 90 bis 97° vorzuziehen.

#### Eckenwinkel
Der Eckenwinkel liegt zwischen der Hauptschneide {\displaystyle S} und der Nebenschneide {\displaystyle S^{'}}. Er bestimmt die Stabilität der Schneide und sollte so groß wie möglich gewählt werden. Kleine Eckenwinkel (etwa 50°) werden beim Schlichten und Kopierdrehen eingesetzt, da hier das Werkzeug nur schwach belastet wird. Üblicherweise liegt er bei 90°. Besonders große Eckenwinkel um etwa 130° werden für schweres Schruppen verwendet. Es werden beim Drehen Radien in gängigen Größen zwischen 0,2 mm und 2 mm an die Drehwerkzeuge angeschliffen, bei Schnellarbeitsstahl (HSS) oft individuell per Hand. Je größer der Radius wird, desto höher wird die Oberflächengüte.

### Werkzeug-Schneidenebene: Der Neigungswinkel
In der Werkzeug-Schneidenebene  {\displaystyle P_{s}} liegt zwischen der Werkzeug-Bezugsebene {\displaystyle P_{r}} und der Hauptschneide {\displaystyle S} der Neigungswinkel {\displaystyle \lambda _{s}}.
Ein negativer Neigungswinkel bedeutet eine ansteigende Schneide. Das Anschneiden erfolgt dann nicht an der schwachen Werkzeugspitze, sondern an der Hauptschneide, was die Standzeit erhöht. Er verschlechtert aber auch den Spanablauf und erhöht die Schnittkraft. Hobel haben wegen der stoßartigen Belastung Neigungswinkel von bis zu −10°, üblich sind −3° bis −8°. Sie werden beim Schruppen und beim Fräsen eingesetzt. Positive Neigungswinkel haben den umgekehrten Effekt und werden daher vor allem bei Werkstoffen eingesetzt, die zum Kleben neigen und liegen bei bis zu +6°. Bei einem negativen Neigungswinkel kann der Span auch auf die Werkstückoberfläche auflaufen und so zu schlechten Oberflächen führen, was durch positive Winkel eher vermieden wird. Negative Neigungswinkel erhöhen außerdem die Passivkraft.
Entsprechend der Neigungswinkel sind auch die Schneidplattenhalter positiv und negativ ausgelegt. Negative Wendeschneidplatten haben oft den Vorteil, dass sie beidseitig verwendet werden können, wogegen positive nur einseitig benutzbar sind. Bei HSS-Drehstählen werden i. d. R. nur positive Neigungswinkel verwendet, bei Wendeschneidplatten aus Keramik oft negative und bei PKD-, beschichteten HM- und CBN-Wendeschneidplatten aus Hartmetall als Grundträger negative und positive Neigungswinkel.